# Christmas Gift from TVXQ
Christmas Gift from TVXQ (kor. Christmas Gift From 동방신기(東方神起)) – pierwszy minialbum świąteczny południowokoreańskiej grupy TVXQ, wydany 6 grudnia 2004 roku przez SM Entertainment. Głównym singlem z płyty był remake piosenki „Mabeopui Seong (Magic Castle)” (kor. 마법의 성 (Magic Castle)) duetu The Classic. Przy produkcji minialbumu TVXQ ściśle współpracowali z Kenzie, która wyprodukowała muzykę i aranżacje wokalne. Album sprzedał się w liczbie ponad 68 888 egzemplarzy (stan na grudzień 2004).

## Lista utworów
| CD | CD | CD      |
| Nr | Tytuł utworu | Długość |
| -- | --- | ------- |
| 1. | „Jesus, Joy Of Man's Desiring” (Accapella Ver.)                                                                               |         |
| 2. | „The First Noel” |         |
| 3. | „Mabeopui Seong (Magic Castle)” (kor. 마법의 성 (Magic Castle))                                                               |         |
| 4. | „Gidomun (Prayer)” (kor. 기도문 (Prayer))                                                                                     |         |
| 5. | „Gloria Nopeusin Iui Tansaeng (Angels We Have Heard on High)” (kor. 글로리아 높으신 이의 탄생 (Angels We Have Heard On High)) |         |
| 6. | „Santa Claus Is Coming To Town”                                                                                               |         |
| 7. | „Goyohan Bam Georukhan Bam (Silent Night Holy Night)” (kor. 고요한밤 거룩한밤 (Silent Night Holy Night))                      |         |
| 8. | „Mabeopui Seong (Magic Castle)” (kor. 마법의 성 (Magic Castle)) (Instrumental)                                                |         |